# Vladimir Stahuljak
Vladimir Stahuljak (Bjelovar, 22. studenog 1876. – Zagreb, 22. lipnja 1960.), hrvatski skladatelj, orguljaš i zborovođa.
Školovao se u Zagrebu i Budimpešti. Djelovao je kao učitelj, nastavnik i profesor glazbe. Osnivao je i vodio pjevačke zborove, tamburaške i puhačke sastave, sakupljao i obrađivao narodne napjeve. Napisao je oko 1000 skladbi (zborovi, popijevke, tamburaške, crkvene).
Djela
- "Muški zborovi"
- "Zoranićeva pjevanka"
- "Petrinjsko cvijeće"
- "Crkvena pjesmarica"

## Zanimljivosti
- Grad Zagreb je 2008. godine u spomen na skladatelja i orguljaša imenovao ulicu u naselju Sopnica - Jelkovec (Sesvete).[1]